# 顧永湘
顧永湘，京劇琴師、作曲家、教育工作者，著有《月琴彈奏法》（1973年）、《京胡演奏法》（與莊永平合著，1974年）等書。
師從梅蘭芳的琴師王少卿學習京劇音樂藝術。
參加京劇音樂演奏和創作工作多年，參與了上海京劇院多部現代京劇（京劇現代戲）、新編古裝京劇的創作和演奏。
京劇音樂設計作品有上海京劇院現代京劇《海港》（1964年版，與黃鈞、吳歌、馬錦良合作）的工作，新編古裝京劇《梅妃》（與張森林、查長生、馬錦良合作）、《王熙鳳大鬧寧國府》等。
善京劇文場（旋律部）樂器：京劇月琴、京劇胡琴、京劇二胡（京二胡）、京劇三弦、京劇嗩吶等。
有「8億人民8個戲」稱號的第1批8個樣板戲，他參加了現代京劇《海港》和現代京劇《智取威虎山》的創作和劇組樂隊的月琴彈奏工作。
他記錄整理新編古裝京劇《鎖麟囊》（翁偶虹編劇，王吟秋演出本）、《霸王別姬》（齊如山編劇，魏蓮芳演出本，與沈雁西合作記譜）、《白蛇傳·斷橋》（田漢編劇，李炳淑演出本，與沈雁西合作記譜）；現代京劇《審椅子》（陳立中、查長生、邵水泉音樂設計）的唱腔曲譜。
台灣國立國光劇團曾搬演《王熙鳳大鬧寧國府》，劇團另請盧亮輝配器、李超指導樂隊。